# 猪笼草科 (1908年专著)
《猪笼草科》（Nepenthaceae）是由约翰·缪尔黑德·麦克法兰所著的关于猪笼草属植物的专著。其于1908年出版于阿道夫·恩格勒的《植物界》（Das Pflanzenreich）中。该专著对猪笼草属进行了详尽的修订，其中涵盖了所有当时已知的物种，详细论述了猪笼草属植物的结构、解剖和发育。

## 主要内容
麦克法兰共确定了58个物种，其中包括了8个新描述的物种：
- 安南猪笼草（N. anamensis，之后被认为是斯迈尔斯猪笼草的同物异名）[2][3]
- 贝卡利猪笼草（N. beccariana）
- 柯普兰猪笼草（N. copelandii）
- 迪安猪笼草（N. deaniana）
- 赫姆斯利猪笼草（N. hemsleyana，之后被认为是莱佛士猪笼草的同物异名）[2][4]
- 忽视猪笼草（N. neglecta，其可能是小猪笼草与奇异猪笼草的自然杂交种）[5]
- 菲律宾猪笼草（N. philippinensis）
- 管状猪笼草（N. tubulosa，之后被认为是奇异猪笼草的同物异名）[2][4]

麦克法兰也描述了许多新的新变种:
- 二花翼状猪笼草（N. alata var. biflora，之后被视为内格罗斯岛猪笼草的同物异名）[6]
- 绝灭翼状猪笼草（N. alata var. ecristata，之后被视为仓田猪笼草的同物异名）[7]
- 红白环猪笼草（N. albomarginata var. rubra）
- 无毛刚毛猪笼草（N. hirsuta var. glabrata）
- 典型刚毛猪笼草（N. tentaculata var. typica）
- 绒毛毛盖猪笼草（N. hirsuta var. tomentosa）
- 孟氏维耶亚猪笼草（N. vieillardii var. montrouzieri）[8]
- 沙地小猪笼草（N. gracilis var. arenaria，源自标本材料，首次出现于麦克法兰的著作中）

除此之外，麦克法兰还描述了所有当时已知的人工杂交种。
麦克法兰将许多物种认为是其他物种的同物异名，包括认为“N. korthalsiana”是小猪笼草的同物异名、大穗猪笼草（N. macrostachya）是奇异猪笼草的同物异名、苏门答腊猪笼草是特勒布猪笼草的同物异名（之后又被分出）及认为“N. teysmanniana”和毛猪笼草（N. tomentella）是白环猪笼草的同物异名。麦克法兰从长毛猪笼草（N. villosa）中恢复了爱德华猪笼草（N. edwardsiana）。但在B·H·丹瑟1928年《荷属东印度群岛的猪笼草科植物》中又将长毛猪笼草和爱德华猪笼草合并。
麦克法兰确定了雪线猪笼草（N. × cincta）为白环猪笼草（N. albomarginata）与诺斯猪笼草（N. northiana）之间的自然杂交种，而哈里猪笼草（N. × harryana）为爱德华猪笼草和长毛猪笼草之间的自然杂交种。

## 所述物种
麦克法兰在该著作中详细叙述了58个类群。以下所列的为书中所出现的名称，包括异名及后来进行了修订的种加词。
1. 翼状猪笼草
N. alata
  1. 二花变种
var. biflora
  2. 无冠变种
var. ecristata
2. 白线猪笼草
N. albo-lineata
3. 白环猪笼草
N. albo-marginata
  1. 红色变种
var. rubra
  2. 长毛变种
var. villosa
4. 艾丽丝猪笼草
N. alicae
5. 苹果猪笼草
N. ampullaria
  1. 吉温变种
var. geelvinkiana
  2. 长果变种
var. longicarpa
6. 安南猪笼草
N. anamensis
7. 狭叶猪笼草
N. angustifolia
8. N. armbrustae
9. 贝卡利猪笼草
N. beccariana
10. N. bernaysii
11. 二齿猪笼草
N. bicalcarata
12. 布兰科猪笼草
N. blancoi
13. 邦苏猪笼草
N. bongso
14. 博世猪笼草
N. boschiana
15. 豹斑猪笼草
N. burbidgei （原文如此）
16. 伯克猪笼草
N. burkei
  1. var. excellens
  2. var. prolifica
17. 乔姆利猪笼草
N. cholmondeleyi
18. 柯普兰猪笼草
N. copelandii
19. 迪安猪笼草
N. deaniana
20. 滴液猪笼草
N. distillatoria
21. 棘口猪笼草
N. echinostoma
22. 爱德华猪笼草
N. edwardsiana
23. 真穗猪笼草
N. eustachya
24. N. garrawayae
25. 小猪笼草
N. gracilis
26. 赫姆斯利猪笼草
N. hemsleyana
27. 刚毛猪笼草
N. hirsuta
  1. 无毛变种
var. glabrata
  2. var. typica
28. 虎克猪笼草
N. hookeriana
29. N. jardinei
30. 肯尼迪猪笼草
N. kennedyana
31. 印度猪笼草
N. khasiana
32. 劳氏猪笼草
N. lowii
33. 麦克法兰猪笼草
N. macfarlanei
34. 马达加斯加猪笼草
N. madagascariensis
35. 大猪笼草
N. maxima
36. 黑瓮猪笼草
N. melamphora
  1. 血瓮变种
var. haematamphora
  2. 绒毛变种
var. tomentella
37. 莫氏猪笼草
N. moorei
38. 忽视猪笼草
N. neglecta
39. 诺斯猪笼草
N. northiana
40. 伯威尔猪笼草
N. pervillei
41. 菲律宾猪笼草
N. philippinensis
42. 叶瓮猪笼草
N. phyllamphora
43. 莱佛士猪笼草
N. rafflesiana
  1. 小型变种
var. minor
  2. 黑紫变种
var. nigro-purpurea
  3. 雪白变种
var. nivea
44. 马来王猪笼草
N. rajah
45. 两眼猪笼草
N. reinwardtiana
46. 罗恩猪笼草
N. rowanae
47. 血红猪笼草
N. sanguinea
48. 欣佳浪山猪笼草
N. singalana
49. 斯迈尔斯猪笼草
N. smilesii
50. 窄叶猪笼草
N. stenophylla
51. 毛盖猪笼草
N. tentaculata
  1. 无毛变种
var. imberbis
  2. 密毛变种
var. tomentosa
52. 特勒布猪笼草
N. treubiana
53. 毛果猪笼草
N. trichocarpa
54. 管状猪笼草
N. tubulosa
55. 维奇猪笼草
N. veitchii
56. 葫芦猪笼草
N. ventricosa
57. 维耶亚猪笼草
N. vieillardii
  1. var. deplanchei
  2. 孟氏变种
var. montrouzieri
58. 长毛猪笼草
N. villosa

裸名
1. 冠猪笼草
N. cristata
2. 窄唇猪笼草
N. lindleyana

此外，麦克法兰将瘦小猪笼草（N. gracillima）列为了白环猪笼草的可能异名。

## 插图作品
在其出版的时候，《猪笼草科》一书因其所具有的关于形态和解剖的丰富且高质量的插图而备受赞誉，共95张图。
第一次世界大战后，麦克法兰的专著很快就显得过时了。在此期间采集了许多的标本，其中不仅有预示着新物种的标本，也有一些已知物种的新标本能为解决之前的问题提供更好依据。1928年，一个关于猪笼草属更完美的修订出版于B·H·丹瑟对以后发展有巨大影响的专著——《荷属东印度群岛的猪笼草科植物》中。但丹瑟的鉴定并没有包括整个猪笼草属。直到1997年，马修·杰布和马丁·奇克的专著《猪笼草属（猪笼草科）的框架性修订》中才第一次将整个猪笼草属进行修订。